# Felicidad Gracia i Alconchel
Felicidad Gracia i Alconchel (Barcelona, 1937) és una dirigent veïnal catalana. Va néixer al carrer de l'Est del barri del Raval. El 1953, amb 16 anys, es va traslladar al barri de la Via Trajana.
Va estudiar Peritatge Mercantil, però no va exercir, sinó que va dedicar la seva vida laboral a treballar de modista.
Un any després de la seva arribada al barri, el 1954, es va constituir l'Associació de Veïns de la Via Trajana. La Felicidad sempre ha estat estretament lligada a l'associació, bé com a sòcia activa o bé com a presidenta de la comunitat, impulsant i promovent un ample ventall d'accions reivindicatives per aconseguir la millora de la
qualitat de vida dels habitants del barri. El 1991 va ser elegida vicepresidenta i, l'any 1992, presidenta de l'Associació de Veïns i Veïnes de la Via Trajana.
La seva implicació i participació activa en tots els projectes de millora del barri, tant en qualitat urbanística com en cohesió social, han contribuït a potenciar i dinamitzar la vida associativa de la Via Trajana. Actualment, l'Associació de Veïns i Veïnes de Via Trajana forma part de la Coordinadora d'Entitats Eix Prim. El 2004 va rebre la Medalla d'Honor de Barcelona.